# マンディンゴ (俳優)

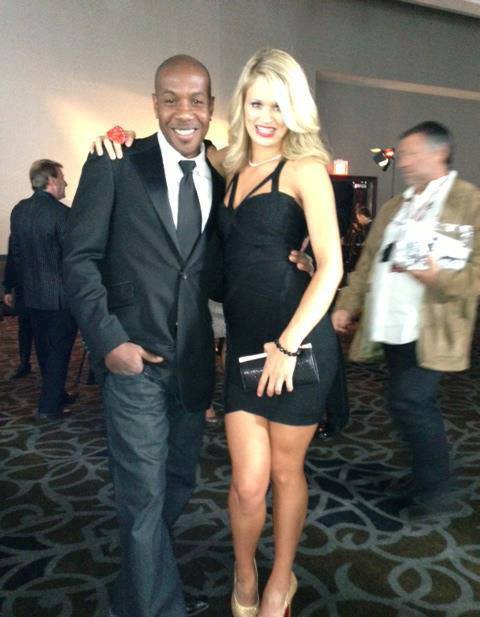
マンディンゴ

マンディンゴ（Mandingo、1975年2月25日 - ）は、アメリカ合衆国のポルノ男優である。ManDingoとも表記される。

## 人物
アフリカ系アメリカ人。ミシシッピ州生まれ。身長は5フィート7インチ（約170cm）。その巨根で有名で、その大きさはジョン・ホームズを上回るという。
この業界に入ったのは、娘ひとりの父子家庭であるからだという。